# 레전드 오브 타잔
《레전드 오브 타잔》(영어: The Legend of Tarzan)은 2016년 공개된 미국의 액션 모험 영화이다.

## 출연

### 주연
- 알렉산더 스카스가드
- 사무엘 L. 잭슨
- 마고 로비
- 디몬 하운수
- 크리스토프 왈츠

### 조연
- 엘라 퍼넬
- 캐스퍼 크럼프
- 짐 브로드벤트
- 사이몬 러셀 빌
- 라스코 앳킨스
- 로리 J. 세이퍼
- 알렉스 펀스
- 칼리 넬레
- 로렌스 스펠만
- 가이 포터
- 리차드 뱅크스
- 벤틀리 카루
- 안소니 치숌
- 클라이브 브런트
- 앨리시아 우드하우스
- 애덤 갠
- 알렉산다르 믹키
- 숀 스미스
- 이안 메서
- 로저 에반스
- 맷 크로스
- 페이스 에드워즈
- 마들렌 워렐
- 찰리 앤슨
- 사이몬 러셀 빌
- 마일즈 접
- 크리스토퍼 벤자민
- 벤 채플린
- 제네비에브 오렐리
- 하들리 프레이저

## 기타
- 원작자: 에드거 라이스 버로스
- 책임프로듀서: 스티븐 므누친
- 총괄프로듀서: 브루스 버그만
- 총괄프로듀서: 수잔 에킨스
- 총괄프로듀서: 니콜라스 코다
- 총괄프로듀서: 마이크 리처드슨
- 총괄프로듀서: 데이빗 예이츠
- 미술: 스투어트 크레그
- 의상: 루스 마이어스